# Mario Trotta
Mario Trotta (Esperia, 22 dicembre 1947) è un militare italiano, Appuntato dell'Arma dei Carabinieri, insignito di Medaglia d'oro al valor civile.
È noto per aver svolto una delicatissima attività sotto copertura dall'aprile del 1993 al novembre 1994. Le sue investigazioni hanno portato all'arresto di 27 malviventi e al sequestro di oltre 120kg di cocaina